# Why He Gave Up
Why He Gave Up è un cortometraggio muto del 1911 diretto da Henry Lehrman e Mack Sennett.

## Produzione
Il film fu prodotto dalla Biograph Company e venne girato a Long Island.

## Distribuzione
Distribuito dalla General Film Company, il film - un cortometraggio in una bobina - uscì nelle sale cinematografiche statunitensi il 4 dicembre 1911. Nelle proiezioni, veniva programmato con il sistema dello split reel, accorpato in un'unica bobina con un altro cortometraggio prodotto dalla Biograph, la commedia Abe Gets Even with Father.